# Magrão (football, 1978)
Pour les articles homonymes, voir Magrão.
Márcio Rodrigues, surnommé Magrão, est un footballeur brésilien né le 20 décembre 1978 à São Paulo (Brésil). Il occupe le poste de milieu défensif au Al-Wahda Abu Dhabi et a joué avec l'équipe du Brésil.
En 2008, il remporte la Copa Sudamericana avec le SC Internacional.

## Carrière de joueur
Magrão compte 3 sélections avec l'équipe du Brésil, la première en août 2004.